# Leucismo
Il leucismo (dal greco antico: λευκός?, leukós, "bianco") è una particolarità genetica dovuta ad un gene, recessivo nella maggior parte dei casi, che conferisce un colore bianco alla pelliccia o al piumaggio di animali che normalmente presentano un manto di colore differente. Sia che si presenti in modo parziale che totale, il leucismo è una forma di albinismo incompleto; infatti gli occhi mantengono la pigmentazione normale, diversamente dall'iride degli individui che manifestano albinismo oculare.
Il leucismo è causato dall'assenza di tirosinasi, enzima necessario alla sintesi della melanina.
Gli animali leucistici non sono eccessivamente fotosensibili, come gli albini. Sembra anzi che siano lievemente più resistenti al calore rispetto agli individui normali, perché il colore bianco, avendo l'albedo massima, consentirebbe la più elevata riflessione di radiazione incidente, riducendo di conseguenza l'assorbimento termico.

## Galleria d'immagini

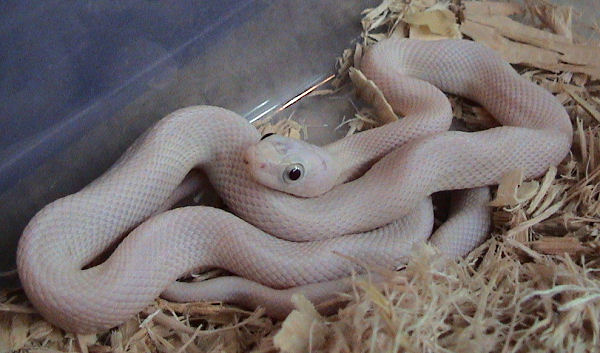
Elaphe obsoleta
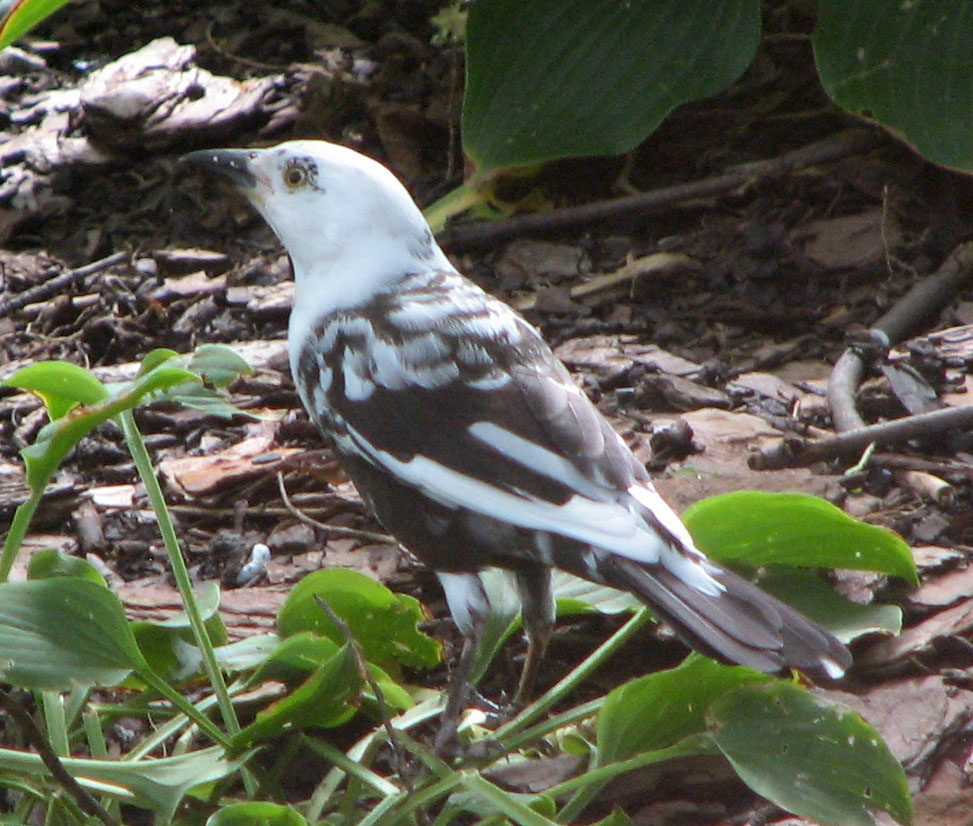
Quiscalus quiscula
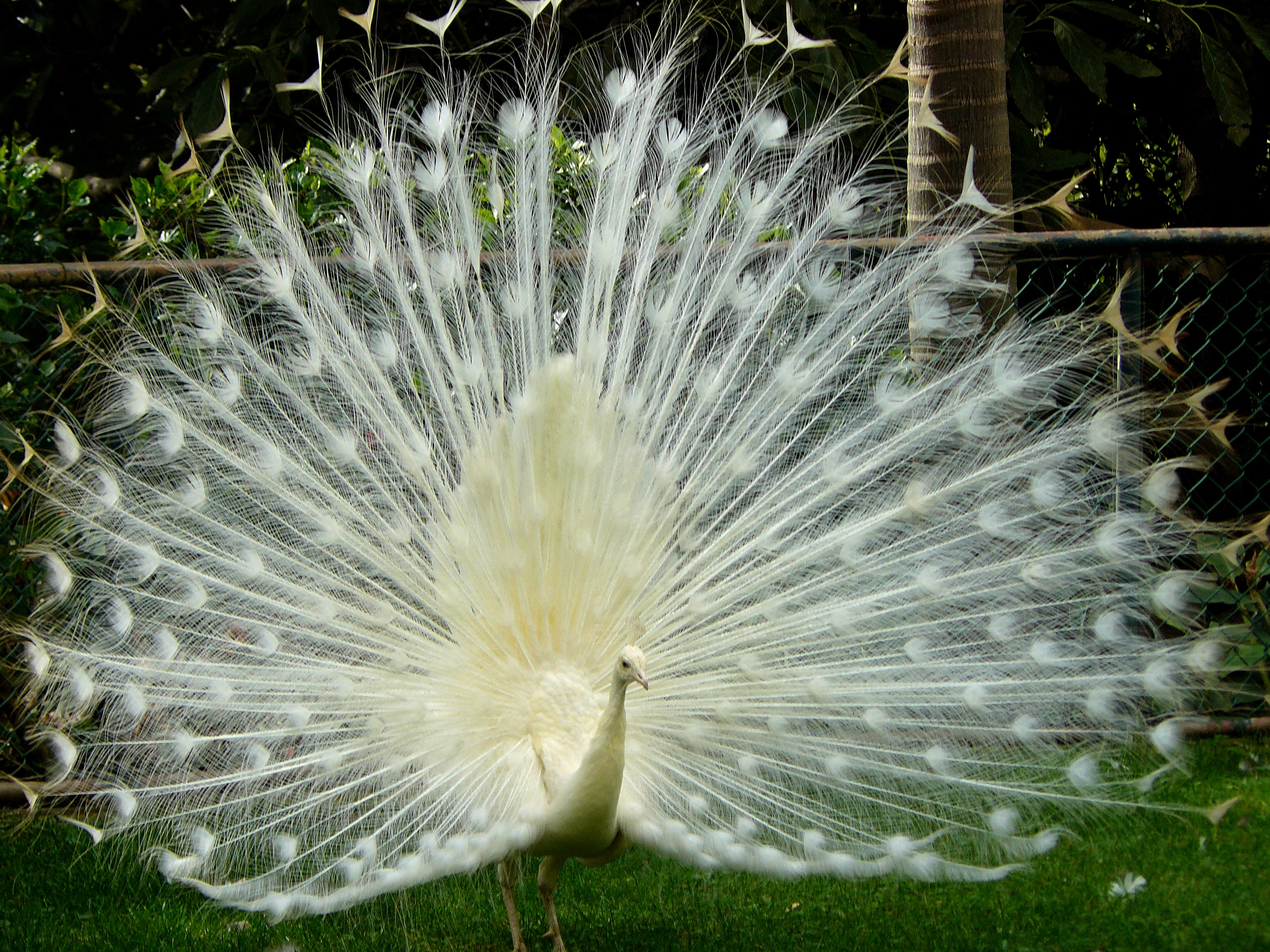
Pavo cristatus
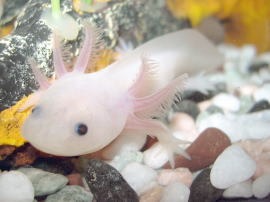
Ambystoma mexicanum
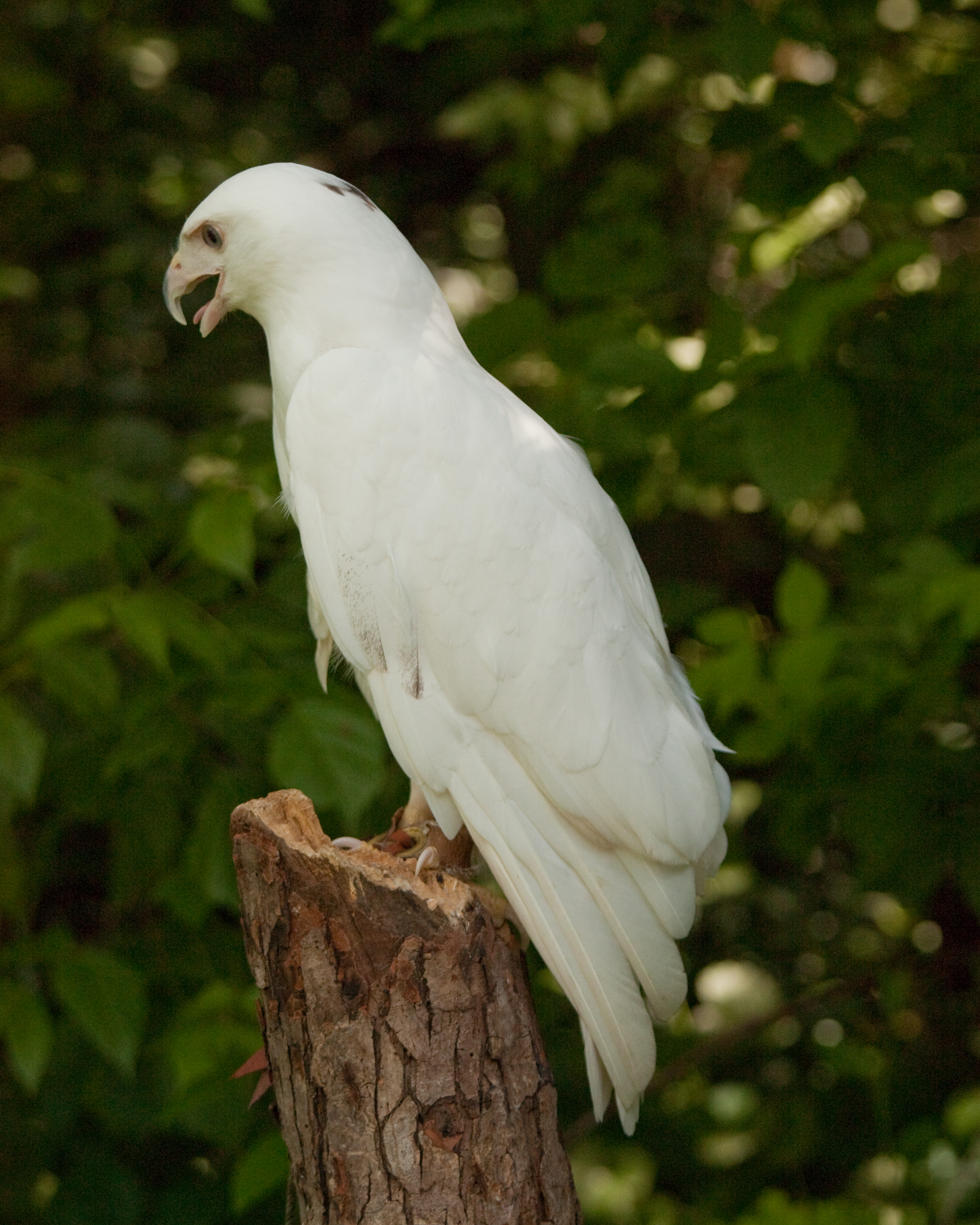
Buteo jamaicensis
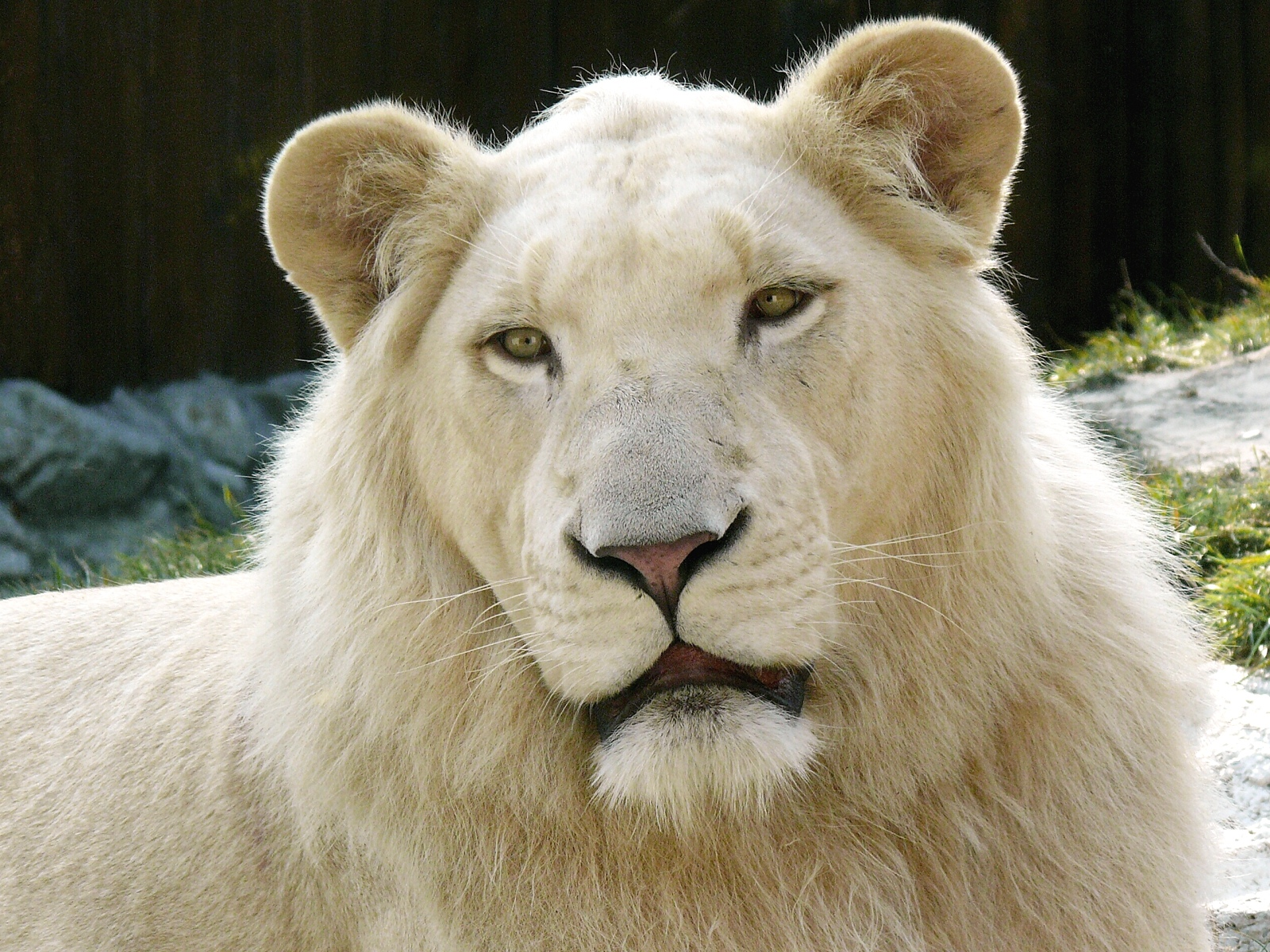
Panthera leo
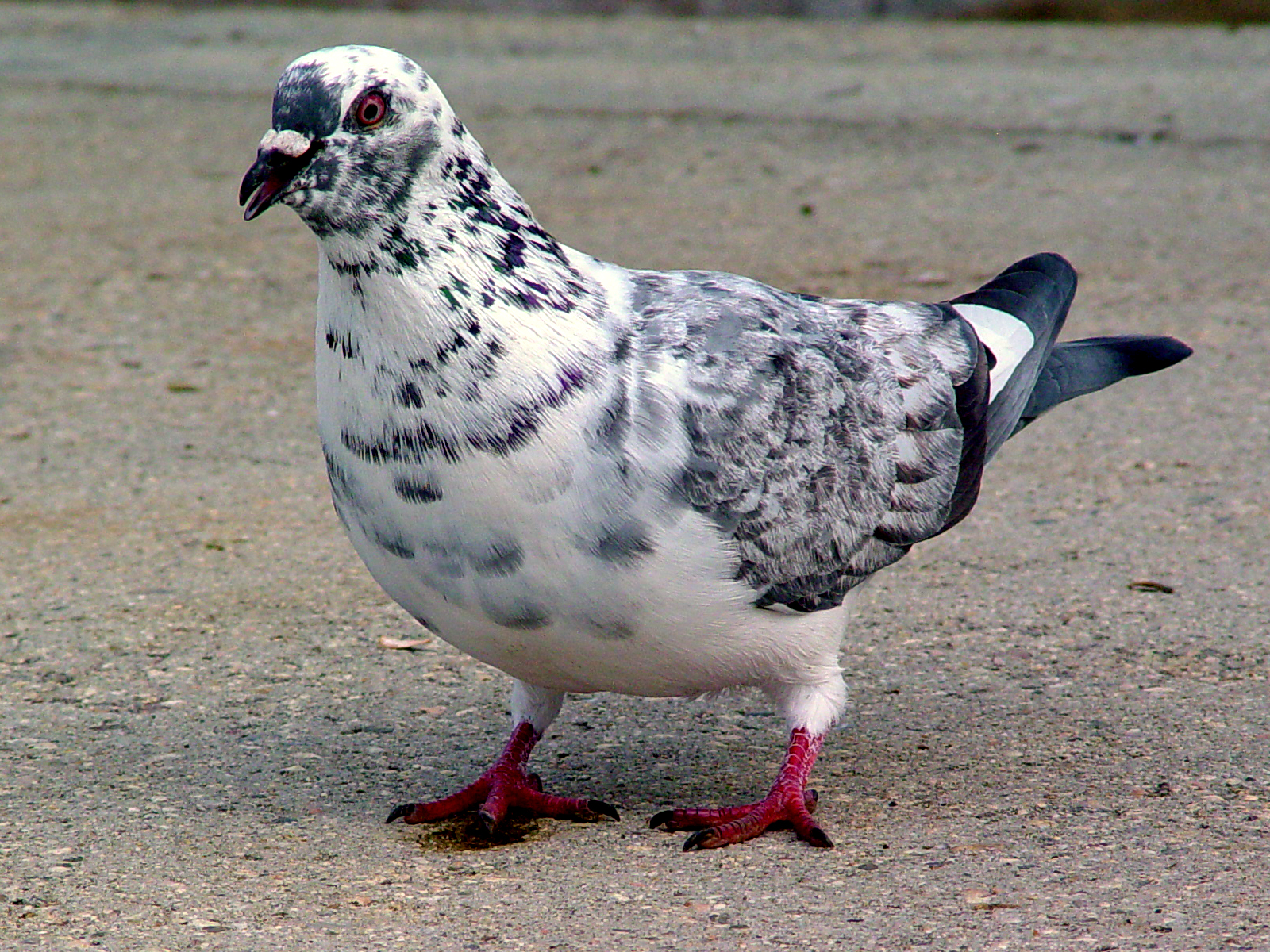
Columba livia